# 贝尔谢巴
贝尔谢巴（羅馬化：Bəʾēr Ševaʿ, IPA：[ˈbe(ʔ)eʁ ˈʃeva(ʕ)] ⓘ），又译別是巴（聖經和合本）、貝爾舍巴（聖經思高本），是以色列南部區的首府、以色列第七大城市，也是內蓋夫沙漠最大的城市，有「內蓋夫之都」的稱號。自1948年以色列建国之后，贝尔谢巴一直由以色列統治。2022年，贝尔谢巴人口達到214162。贝尔谢巴也是內蓋夫本-古里安大學、索罗卡醫學中心、以色列贝尔谢巴交响乐团等重要機構或組織的所在地。 
自1948年以色列復國後，贝尔谢巴發展迅速。該城市人口主要由猶太人組成，他們是在1948年以後從阿拉伯國家遷來以色列的，新移民則來自埃塞俄比亞和前蘇聯。

## 名稱
關於贝尔谢巴名稱的起源，有幾種不同的說法：  
- 亞伯拉罕與亞比米勒的誓言
- 以撒所挖的七口井
- 以撒與亞比米勒的誓言

## 歷史

### 史前與聖經時代

#### 語源學與聖經記載

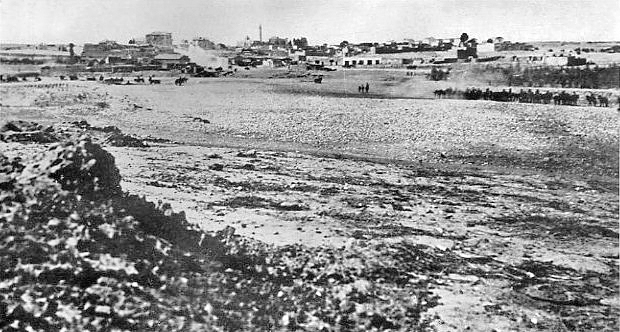
在第一次世界大戰中（1917年），英國從鄂圖曼帝國手中奪取贝尔谢巴，這片建成區就是今天的老城

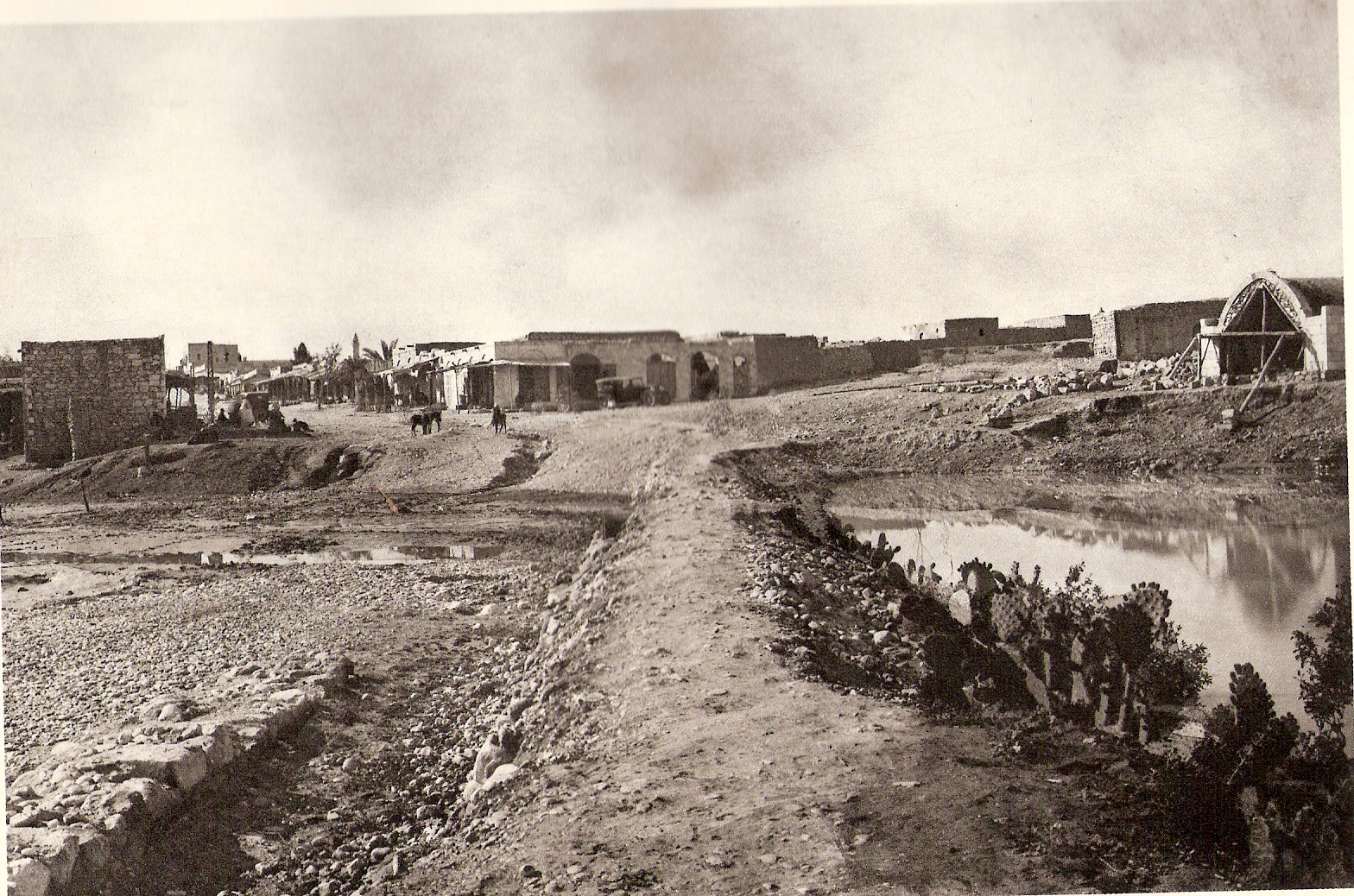
1920年代时的贝尔谢巴

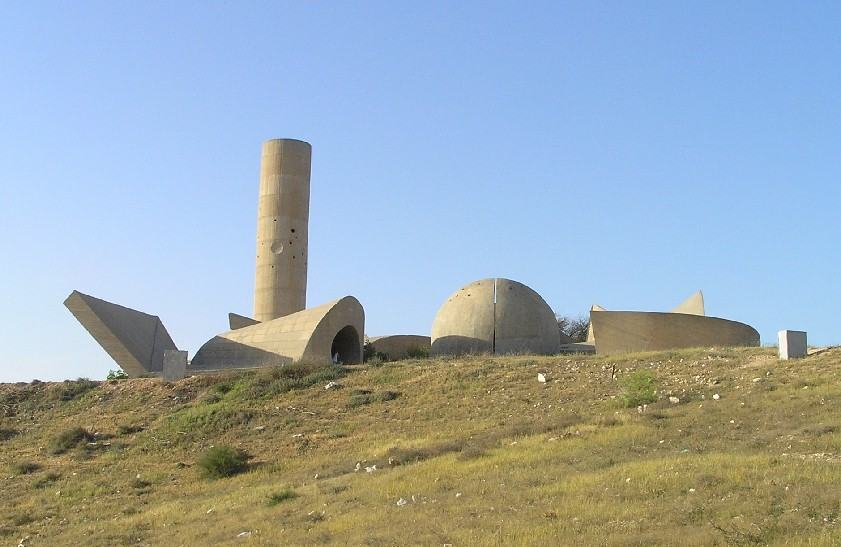
贝尔谢巴東部的內蓋夫旅紀念碑，Dani Karavan設計，紀念以色列從埃及軍隊手中奪取該市

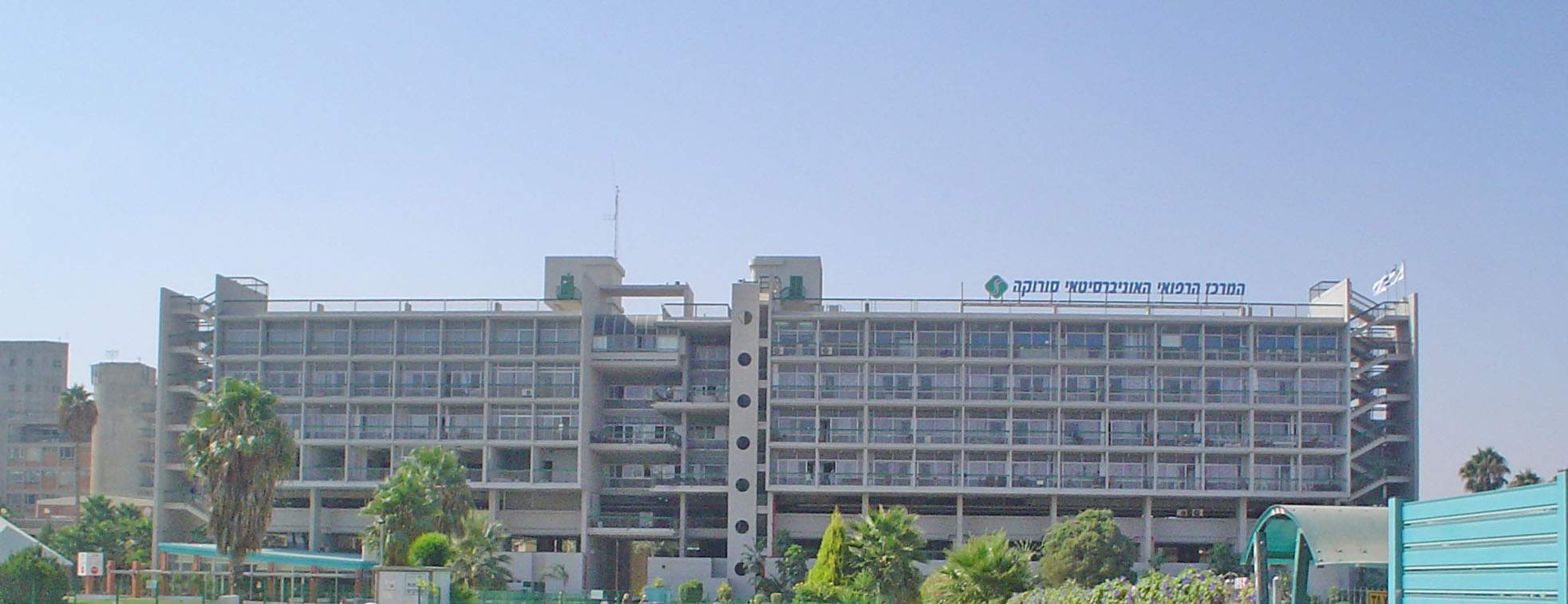
贝尔谢巴的索罗卡醫院

《聖經·創世記》中，這個地方被提到兩次， 非利士國王亞比米勒和以色列人盟誓的地方。聖經記載以色列人的兩次起誓，一次由亞伯拉罕，一次是由以撒。約書亞記19章2節也提到了別是巴。別是巴是聖經時代以色列最南方的城市——因此說「從但到別是巴」就意味著全國。

## 地理

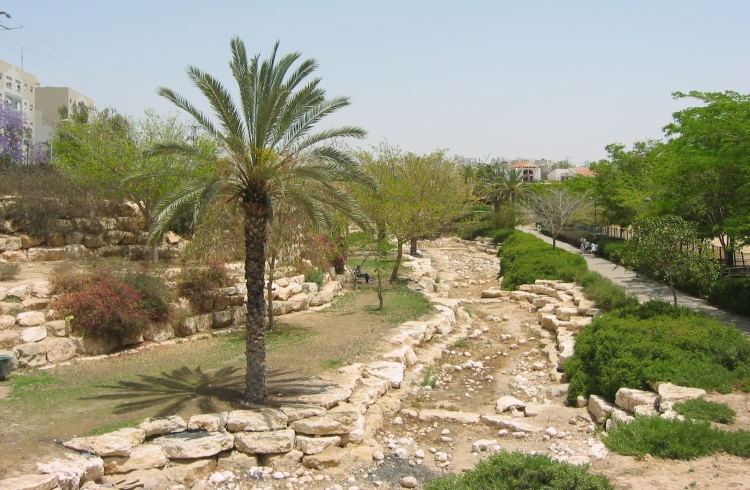
干涸的河床

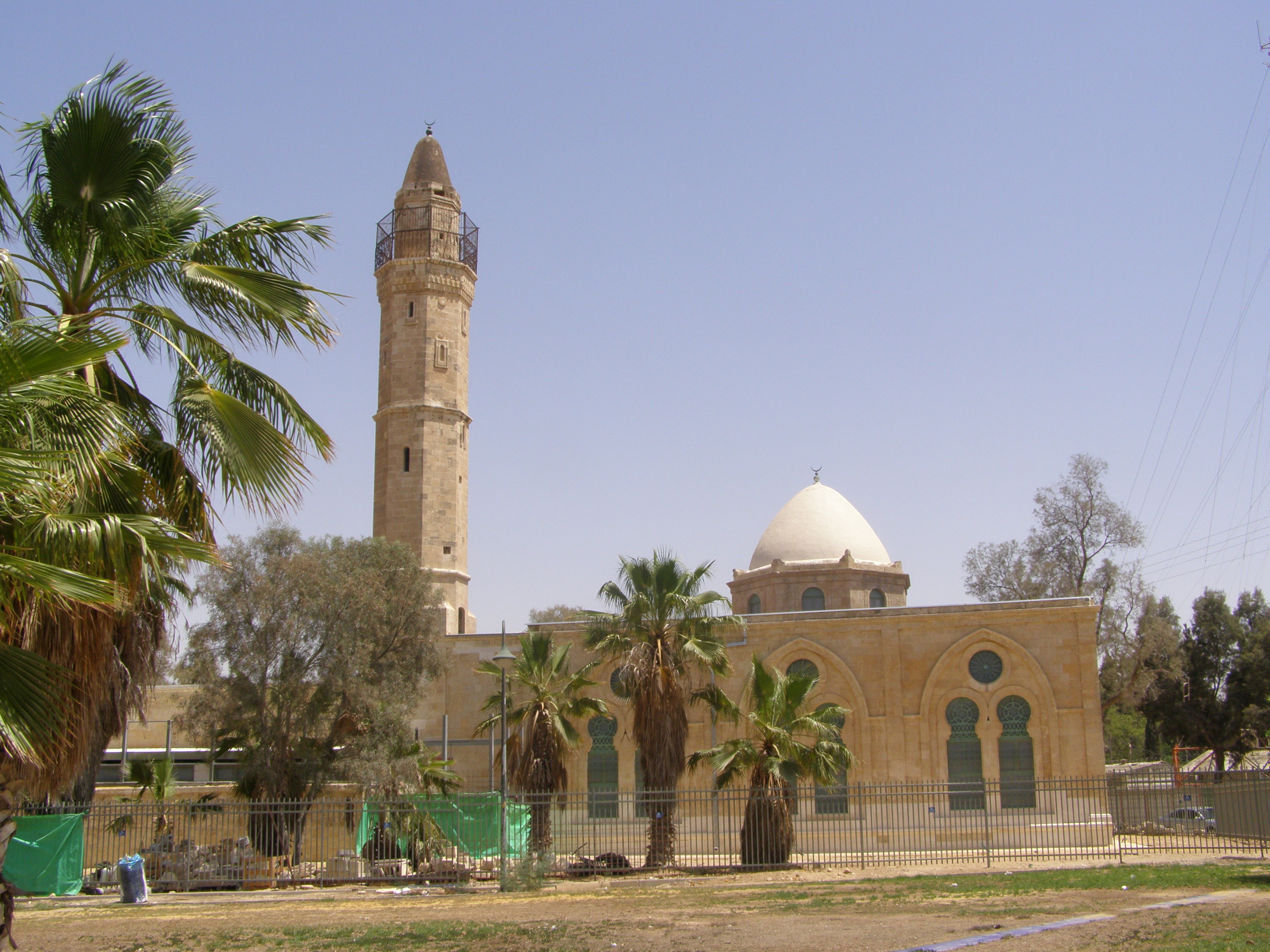
老清真寺

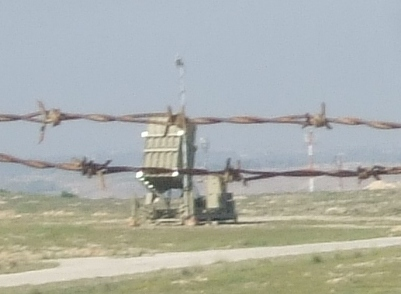
铁穹防空系统

贝尔谢巴被許多衛星城鎮所環繞：Omer、Lehavim和Meitar都以猶太人為主。這裡還有一些貝都因人城鎮，其中最大的是Rahat、Tel Sheva和Laqye。